# Бад-Фаллінгбостель
Бад-Фаллінгбостель (нім. Bad Fallingbostel) — місто в Німеччині, розташоване в землі Нижня Саксонія. Входить до складу району Гайдекрайс.
Площа — 63,15 км2. Населення становить 12 209 ос. (станом на 31 грудня 2021).